# Пук
„Пук“ (на английски: Lilly and the Magic Pearl) е пълнометражен анимационен филм от 2015 година, копродукция на България и Монако. Режисьор и художник на филма е Анри Кулев, по сценарий на Валери Петров. Музиката е на композитора Любомир Денев.

## Сюжет
Филмът отвежда зрителите заедно с малката Лили към морското дъно в търсене на бисерчето на доброто. Там ги среща с чудните му обитатели – малки медузки с надути бузки, обичащ да играе на криеница калкан, страшен октопод и с грозния Хрили, който оказва се, има толкова добро сърце. Филмът е създаден със смесена техника – игрален на сушата и рисуван под водата, озвучен е с гласовете на популярни актьори. Със своите 15 песни по стихове на Валери Петров представлява детски мюзикъл.

## Екип

### Актьори
- Стоян Алексиев – набръчкания човек
- Ивет Минковска – Лили на сушата
- Елица Черкезова – Лили под водата

### Озвучаващи артисти

#### Български гласове
- Стоян Алексиев – разказвачът / набръчкания човек
- Антон Радичев – Хрили
- Христина Ибришимова – Лили
- Петя Силянова – Мидата
- Линда Русева – Медузата
- Димитър Иванчев – Октопода
- Веселин Ранков – Калкана

#### Английски гласове
- Бен Крос – разказвачът / набръчкания човек / Талбот (Хрили)
- Елла Хътчисън – Лили
- Антоанета Георгиева – Мидата
- Весела Морова – Медузата
- Владимир Михайлов – Октопода
- Сава Пиперов – Джили (Калкана)

## Технически екип
| Сценарий             | Валери Петров                     |
| Режисьор             | Анри Кулев                        |
| Музика               | Любомир Денев                     |
| Художник             | Анри Кулев                        |
| Визуални ефекти      | Константин Димитров Мартин Марчев |
| Редактор             | Бойка Попова                      |
| Ръководител анимация | Анна Харалампиева                 |
| Продуценти           | Cédric Biscay Адриан Георгиев     |